# Pfennig
Pfennig är en tysk myntvalör uppkommen under medeltiden som ett äldre namn på denarmynt, ordmässigt av samma ursprung som den nordiska penningen.
Den var ursprungligen grundmynt i den tyska myntningen, från omkring 1300 då större mynt tillkommit förlorade Pfennigen sin dominerande ställning men präglades ofta som brakteater som del av dessa: 1/12, 1/10 eller 1/8 av olika groschensorter, 1/12 av schillingen. Från 1700-talet slog pfennigen allt oftare i koppar. Från 1871 blev i Tyska riket 100 pfennig = 1 mark.